# Municipio de Bethel (Indiana)
El municipio de Bethel (en inglés: Bethel Township) es un municipio ubicado en el condado de Posey en el estado estadounidense de Indiana. En el año 2010 tenía una población de 311 habitantes y una densidad poblacional de 6,06 personas por km².

## Geografía
El municipio de Bethel se encuentra ubicado en las coordenadas 38°12′23″N 87°55′48″O / 38.20639, -87.93000. Según la Oficina del Censo de los Estados Unidos, el municipio tiene una superficie total de 51.34 km², de la cual 49,41 km² corresponden a tierra firme y (3,74 %) 1,92 km² es agua.

## Demografía
Según el censo de 2010, había 311 personas residiendo en el municipio de Bethel. La densidad de población era de 6,06 hab./km². De los 311 habitantes, el municipio de Bethel estaba compuesto por el 98,39 % blancos, el 0,32 % eran afroamericanos, el 0,32 % eran asiáticos y el 0,96 % eran de una mezcla de razas. Del total de la población el 0 % eran hispanos o latinos de cualquier raza.